# Hermann Hoth
Hermann „Papa“ Hoth (12. dubna 1885 – 26. ledna 1971) byl veterán první světové války a důstojník Wehrmachtu za druhé světové války. Dosáhl hodnosti Generaloberst (generálplukovník) a byl držitelem mnoha vojenských vyznamenání, včetně rytířského kříže s dubovými ratolestmi a meči.

## Mládí a první světová válka
Narodil se 12. dubna roku 1885 v braniborském městě Neuruppin jako syn zdravotního důstojníka a po dokončení základního vzdělání nastupuje studium na gymnáziu. Po jeho dokončení vstupuje roku 1904 do pruského kadetního sboru v hodnosti Fähnrich (Praporčík) a je zařazen ke 72. pěšímu pluku (Infanterie-Regiment Nr. 72) v saském městě Torgau.
Avšak již v dubnu téhož roku byl dosazen na vojenskou školu ve Gdaňsku, kde zůstal až do ledna následujícího roku a následně na to byl povýšen do hodnosti Leutnant (poručík).
Po opuštění vojenské školy se vrátil zpět ke svému 72. pěšímu pluku a v roce 1907 se stal pobočníkem velitele II. praporu. Dne 1. října, 1910 nastoupil na vojenskou akademii. Akademii dokončil úspěšně 21. července roku 1913 a hned poté byl zařazen ke 3. pluku pěšího dělostřelectva (Fussartillerie-Regiment Nr. 3), kde zůstal až do 17. září téhož roku. Ještě předtím je 19. června, 1912 byl povýšen do hodnosti Oberleutnant (nadporučík).
Poté se na krátkou chvíli vrátil do funkce pobočníka velitele II. praporu u 72. pěšího pluku než byl k 1. říjnu jmenován pobočníkem velitele pluku. Tuto funkci zastával až do 1. dubna 1914 než byl dosazen do Velkého generálního štábu, kde zůstal až do počátku srpna. Dne 8. listopadu téhož roku byl povýšen do hodnosti Hauptmann (kapitán).
Až do 20. března roku 1916 střídal různé štábní funkce a poté byl jmenován velitelem praporu u 342. pěšího pluku (Infanterie-Regiment Nr. 342). Poté působil jako velitel 49. výcvikového leteckého praporu až do října téhož roku a hned na to byl převelen do štábu vrchního velitele vzdušných sil, kde zůstal až do posledního roku 1. světové války. Následně na to byl převelen do štábu 30. pěší divize, kde se stal velitelem jejích operací. Zde zůstal až do konce srpna roku 1919.
Služba v první světové válce mu vynesla mnoho vyznamenání, včetně obou stupňů železného kříže (viz níže).

## Druhá světová válka
Po prohrané 1. světové válce vstoupil do Reichswehru. V letech 1935–1939 velel 18. pěší divizi dislokované v Lehnici (Legnica, Liegnitz). Krátce nato povýšil na generálporučíka a velitele sboru. Války v Polsku roku 1939 se zúčastnil na čele XV. tankového sboru v rámci německé 10. armády, kde se vyznamenal. Vedl si neméně úspěšně i v tažení do Francie v roce 1940. Za tažení proti Sovětskému svazu převzal velení nad 3. tankovou skupinou. U prostých vojáků, kteří ho volali „papá Hoth“, byl oblíben, protože se staral o svoje lidi a často za nimi jezdil do prvních linií. Přispěl velkou měrou k úspěchu obkličovacích bitev v prostoru Minska, Smolenska a Vjazmy. V červenci 1941 dobyl Vitebsk. V zimě 1941–1942 se spolupodílel na obranných bojích na jižní Ukrajině (velel 17. armádě). Nechyběl ani při největší tankové bitvě u Kurska (operace Zitadelle, 1943) jako velitel 4. tankové armády, velení byl Hitlerem zbaven po prohře u Kyjeva. V dubnu 1945 dostal za úkol odzbrojit se zbytky 4. tankové armády 1. divizi ROA (Vlasovci) v Krušných horách. To však neučinil, protože mu už zbývalo pouze několik praporů. Po válce byl šest roků vězněn za válečné zločiny; psal knihy o vojenských dějinách.

## Shrnutí vojenské kariéry

### Data povýšení
- Fähnrich – 27. únor, 1904
- Leutnant – 27. leden, 1905
- Oberleutnant – 19. červen, 1912
- Hauptmann – 8. listopad, 1914
- Major – 1. leden, 1924
- Oberstleutnant – 1. únor, 1929
- Oberst – 1. únor, 1932
- Generalmajor – 1. říjen, 1934
- Generalleuntant – 1. říjen, 1936
- General der Infanterie – 1. listopad, 1938
- Generaloberst – 1. červenec, 1940

### Významná vyznamenání
- Rytířský kříž (6. držitel) – 27. říjen, 1939
- Dubové ratolesti k rytířskému kříži (25. držitel) – 17. červenec, 1941
- Meče k rytířskému kříži (35. držitel) – 15. září, 1943
- Spona k železnému kříži I. stupně – 27. září, 1939
- Spona k železnému kříži II. stupně – 21. září, 1939
- Železný kříž I. stupně – 2. srpen, 1915
- Železný kříž II. stupně – 20. září, 1914
- Domácí řád Hohenzollernů s meči – 16. srpen, 1918
- Rumunský řád Michaela Udatného, III. třídy – 6. listopad, 1942
- Tankový bojový odznak ve stříbře
- Vojenský záslužný kříž, III. třídy s válečnou dekorací (1. světová válka)
- Turecký železný půlměsíc (1. světová válka)
- Hamburský hanzovní kříž (1. světová válka)
- Rytířský kříž královského bulharského válečného záslužného řádu (1. světová válka)
- Kříž cti
- |  |  |  Služební vyznamenání wehrmachtu od IV. až do I. třídy

## Tvorba
V roce 1956 vydává knihu Panzer-Operationen (Tankové operace)